# Richard Wells (Admiral)

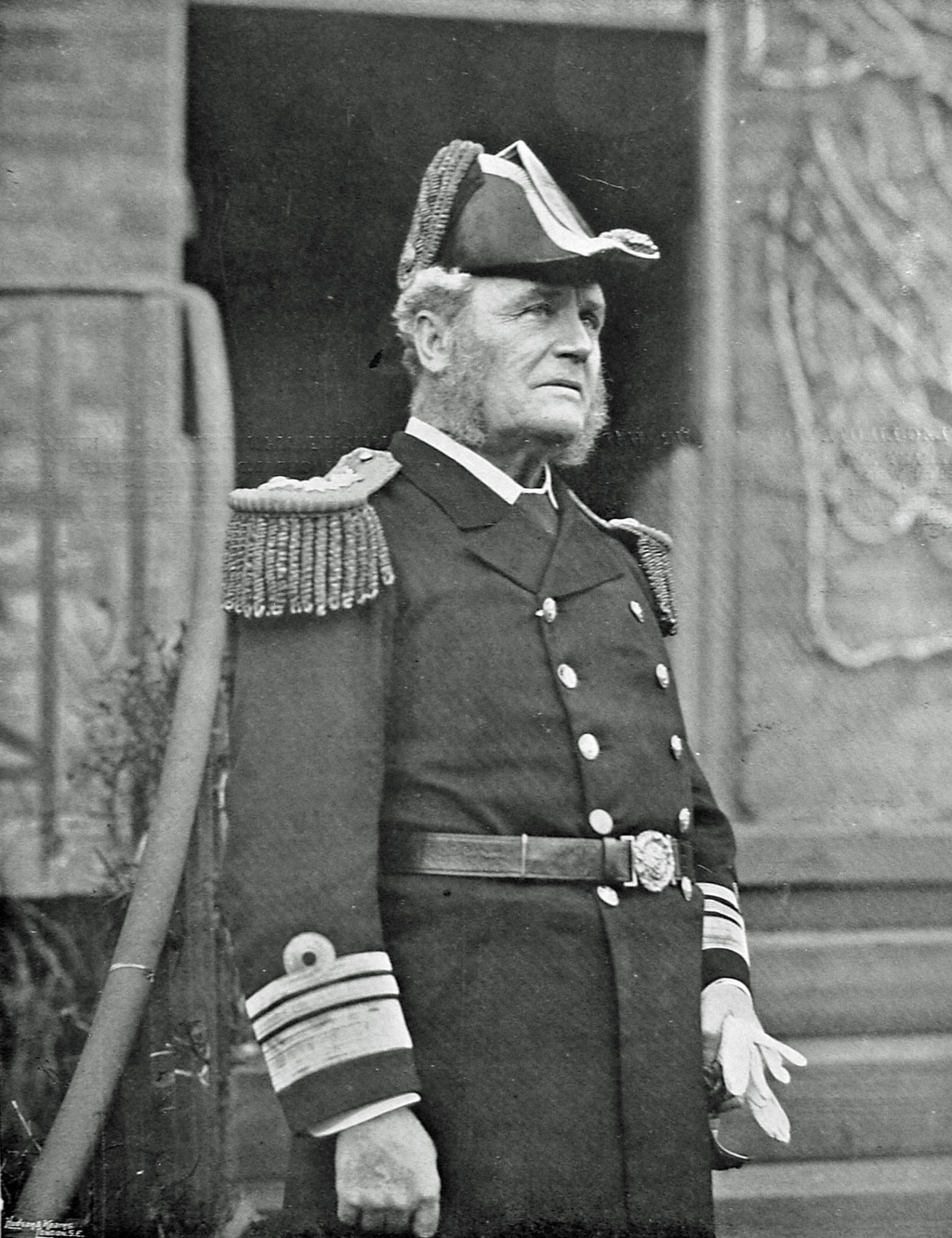
Richard Wells

Sir Richard Wells, KCB (* 3. Februar 1833 in Bhanjalpore, Präsidentschaft Bengalen, Britisch-Indien; † 9. Oktober 1896 in London) war ein britischer Seeoffizier der Royal Navy und zuletzt Vizeadmiral, der unter anderem zwischen 1888 und 1890 Oberkommandierender der Marinestation Kap der Guten Hoffnung und Westafrika (Commander-in-Chief, Cape of Good Hope Station and West Africa Station) sowie von 1894 bis 1896 Oberkommandierender der Marinestation Sheerness (Commander-in-Chief, Sheerness) war.

## Leben

### Ausbildung und Verwendungen als Seeoffizier

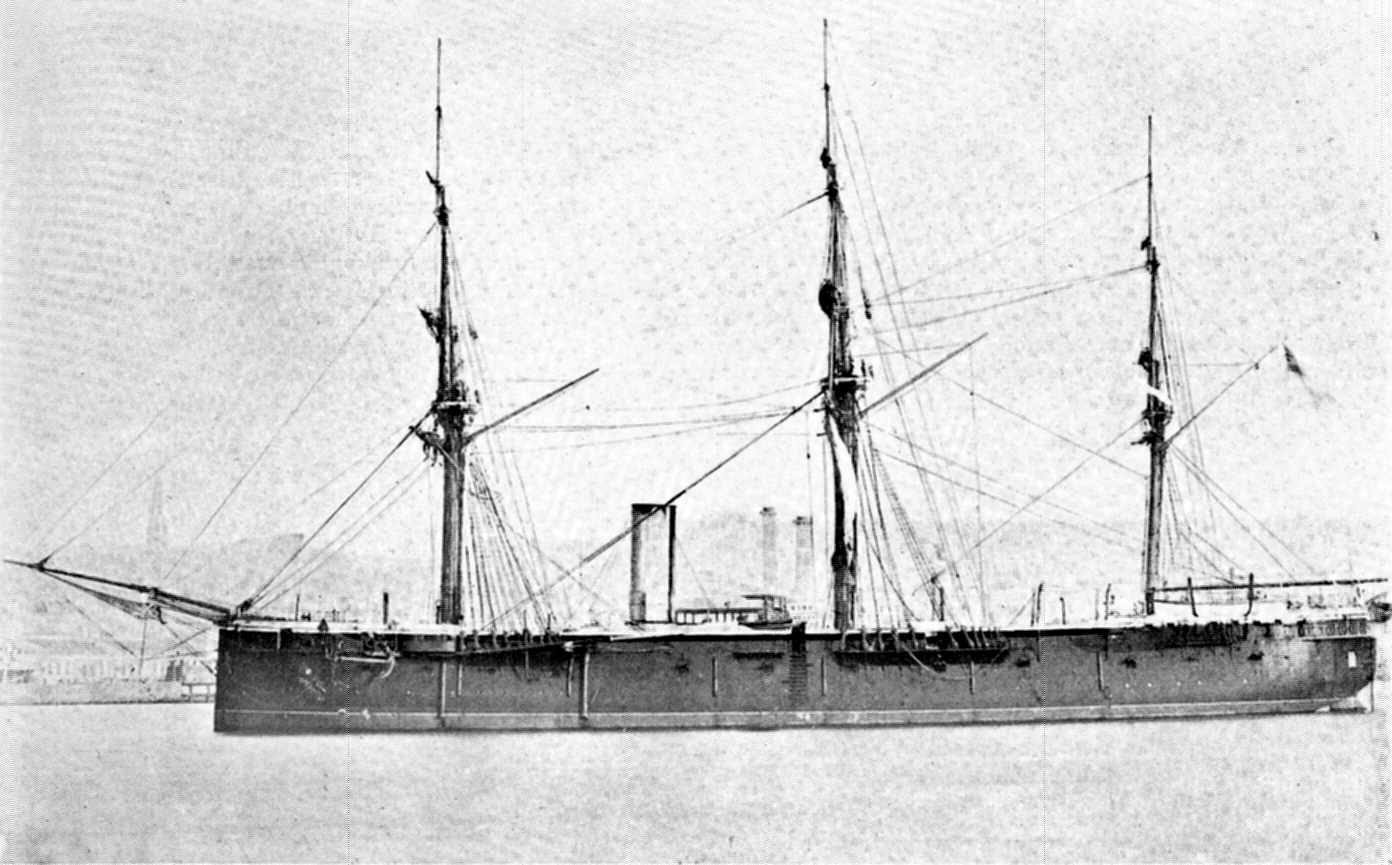
Captain Wells war von 1869 bis 1870 Kommandant der Panzerfregatte HMS Royal Alfred.

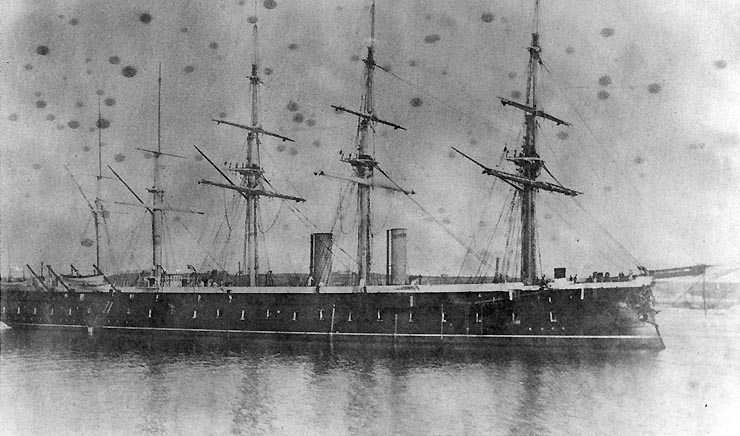
Captain Wells war zwischen 1877 und 1879 auch Kommandant der Panzerfregatte HMS Agincourt.

Richard Wells war eines von drei Kindern des Kolonialbeamten und Richters Frederick Octavius Wells und trat im November 1847 in die Royal Navy ein. Er wurde am 7. Februar 1854 als Mate unter dem Kommando von Captain Hastings Reginald Henry an Bord der Fregatte HMS Arrogant versetzt, mit der er während des Krimkrieges (1853 bis 1856) in der Ostsee eingesetzt war. Nach seiner Beförderung zum Lieutenant am 3. Februar 1855 versah er vom 8. Februar 1855 bis zum 20. April 1856 unter dem Kommando von Captain Henry Seymour an Bord des Linienschiffs HMS Pembroke erst weiterhin Dienst in der Ostsee, ehe das Schiff zur Marinestation Nordamerika und Westindien (North America and West Indies Station) verlegt wurde. Am 25. Mai 1856 wurde er zur Mittelmeerflotte (Mediterranean Fleet) versetzt und war bis zum 4. April 1857 unter dem Kommando von Captain Henry Caldwell Offizier auf dem 131-Kanonen-Linienschiff HMS Duke of Wellington, dem Flaggschiff von Konteradmiral Richard Saunders Dundas. Daraufhin war er zwischen dem 1. Mai 1857 und dem 14. September 1860 unter dem Kommando von Captain Richard Ashmore Powell auf dem 70-Kanonen-Linienschiff HMS Boscawen, die zur Marinestation Kap der Guten Hoffnung und Westafrika (Cape of Good Hope Station and West Africa Station) gehörte. Danach folgte vom 16. November 1860 bis zum 12. Februar 1864 eine neuerliche Verwendung in der Mittelmeerflotte, und zwar unter dem Kommando von Captain George Hancock auf der Fregatte HMS Immortalité.
Wells wurde in dieser Verwendung am 12. Dezember 1863 zum Commander befördert und war zwischen dem 9. Januar 1865 bis zum 30. August 1866 unter Captain Colin Andrew Campbell stellvertretender Kommandant der Fregatte HMS Narcissus, die in der Marinestation Südostküste Amerikas (South East Coast of America Station) als Flaggschiff von Konteradmiral Charles Elliot diente. Zum Ende dieser Verwendung erfolgte am 6. Juli 1866 seine Beförderung zum Captain. Er war zwischen dem 2. Juli und dem 31. August 1869 Kommandant der HMS Revenge, die den neuen Commander-in-chief, North America and West Indies Vizeadmiral George Wellesley und dessen Crew zur Marinestation Nordamerika und Westindien brachte. Im Anschluss verblieb er in dieser Marinestation und war vom 1. September 1869 bis zum 7. Oktober 1870 Kommandant der Panzerfregatte HMS Royal Alfred, das nunmehrige Flaggschiff von Vizeadmiral Wellesley.
Nachdem Vizeadmiral Wellesley den Posten als Oberkommandierender des Kanal-Geschwaders (Channel Squadron) hatte, war Captain Wells zwischen dem 8. Oktober 1870 und dem 7. September 1871 wiederum Kommandant des dortigen Flaggschiffs, der Panzerfregatte HMS Minotaur. Er war vom 14. Oktober 1873 bis zum 17. März 1876 Kommandant des Panzerschiffs HMS Bellerophon, das wiederum Vizeadmiral Wellesley beziehungsweise ab Dezember 1875 dessen Nachfolger Vizeadmiral Astley Cooper Key als Flaggschiff in der Funktion als Oberkommandierender der Marinestation Nordamerika und Westindien diente. Am 10. Juli 1877 wurde er zur Mittelmeerflotte versetzt und war dort bis zum 8. Januar 1879 Kommandant der Panzerfregatte HMS Agincourt, Flaggschiff des stellvertretenden Oberkommandierenden der Mediterranean Fleet, Konteradmiral John Edmund Commerell. Er war daraufhin zwischen dem 9. Januar 1879 und dem 30. August 1880 in der Marinebasis Portsmouth Kommandant der Dampfschiffreserve (Captain of the Steam Reserve) und zugleich Kommandant des Linienschiffs und Wachschiffs HMS Asia. Darüber hinaus fungierte er vom 31. August 1880 bis zum 20. September 1883 als Kommandant des Kadetten-Übungsschiffs HMS Britannia in Dartmouth.

### Aufstieg zum Vizeadmiral

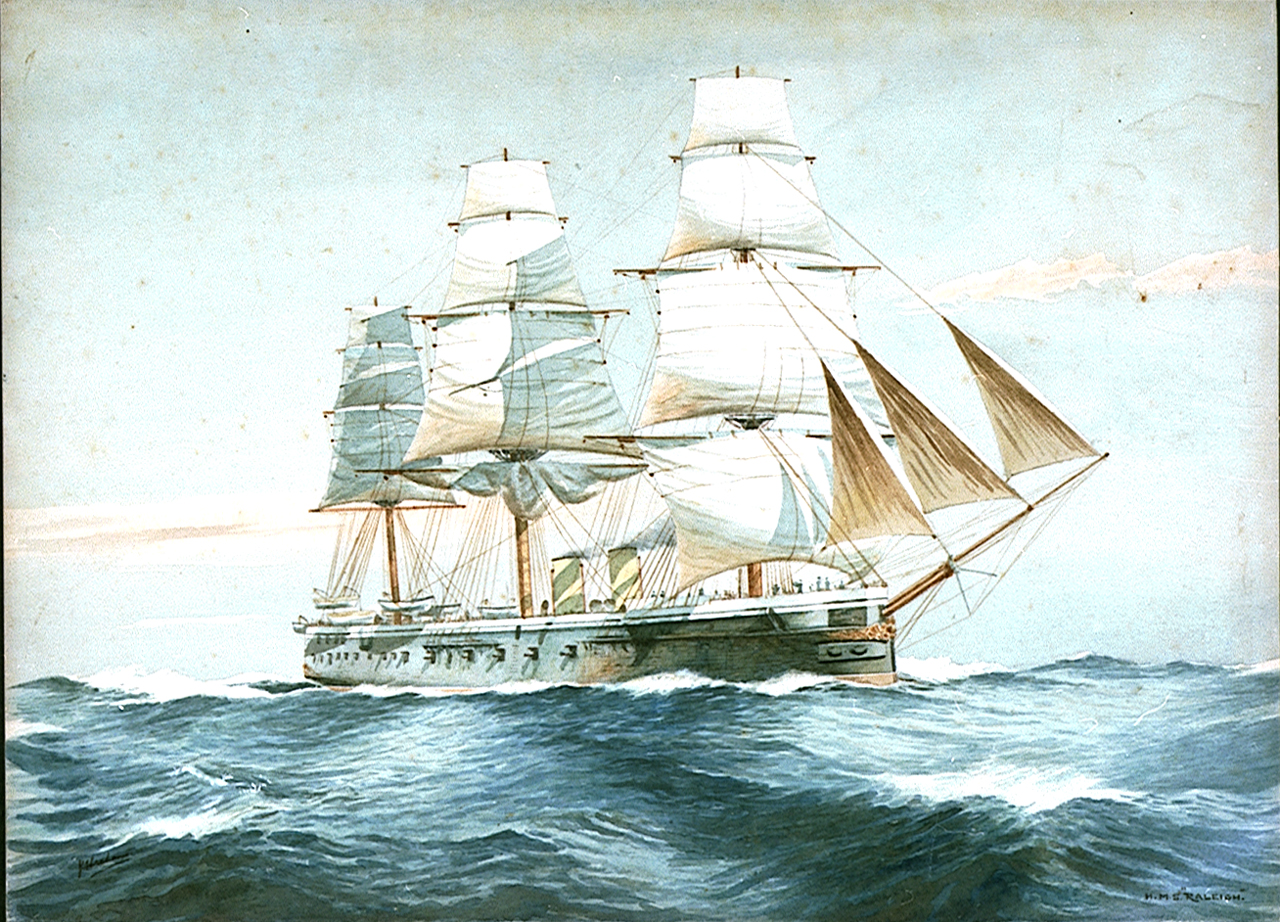
Die Fregatte HMS Raleigh war von 1888 bis 1890 sein Flaggschiff als Oberkommandierender der Marinestation Kap der Guten Hoffnung und Westafrika.

Richard Wells wurde am 30. Oktober 1884 zum Rear-Admiral befördert. Am 29. März 1888 übernahm er als Nachfolger von Konteradmiral Walter Hunt-Grubbe den Posten als Oberkommandierender der Marinestation Kap der Guten Hoffnung und Westafrika (Commander-in-Chief, Cape of Good Hope Station and West Africa Station). Auf diesem Posten, mit der Fregatte HMS Raleigh als Flaggschiff, verblieb er bis zum 28. Oktober 1890 und wurde daraufhin von Konteradmiral Henry Nicholson abgelöst. Zum Ende dieser Verwendung erfolgte am 6. August 1890 seine Beförderung zum Vice-Admiral.
Zuletzt wurde er am 10. Dezember 1894 als Nachfolger von Vizeadmiral Sir Algernon Heneage neuer Oberkommandierender der Marinestation Sheerness (Commander-in-Chief, Sheerness). Er behielt dieses Kommando mit der HMS Wildfire als Flaggschiff bis zum 10. Juni 1896, woraufhin abermals Vizeadmiral Sir Henry Nicholson ihn ablöste. Er wurde am 11. März 1896 noch zum Admiral befördert sowie am 20. Mai 1896 als Knight Commander des Order of the Bath (KCB) geadelt, so dass er fortan das Prädikat „Sir“ führte. Sein Tod am 9. Oktober 1896 ermöglichte in seiner Nachfolge auf der Active List der Admiralität am 17. Oktober 1896 die Beförderungen von Edmund Fremantle zum Admiral, von Henry Frederick Stephenson zum Vizeadmiral sowie von John William Brackenbury zum Konteradmiral.
Aus seiner am 1. Jul 1873 geschlossenen Ehe mit Augusta Jane Norman (1849–1926) gingen ein Sohn und eine Tochter hervor. Sein Sohn Oswald Henry Wells († 1935) diente als Kapitänleutnant in der Marinereserve, während seine Tochter Constance Nora Wells (1876–1944) mit Admiral John Scott Luard, CB (1865–1936) verheiratet war.